# Kali Uchis
Kali Uchis, pseudonimo di Karly Marina Loaiza (Alexandria, 17 luglio 1994), è una cantautrice statunitense di origini colombiane.
Interprete di un R&B avanguardistico influenzato dalle sonorità della musica latina, Uchis ha ricevuto ampi consensi da parte di pubblico e critica grazie alla pubblicazione degli album in studio Isolation (2018) e Sin miedo (del amor y otros demonios) (2020), quest'ultimo contenente il fortunato singolo Telepatía. Nel corso della sua carriera, è stata premiata con un Grammy Award, un American Music Award, due Billboard Music Awards e un iHeartRadio Music Award.

## Biografia
È nata nella città di Alexandria, (Virginia, negli Stati Uniti) nel 1994. Ha iniziato la scuola elementare a Pereira, in Colombia, grazie a questa ha anche la cittadinanza colombiana. Tornò negli Stati Uniti in terza elementare all'età di 9 anni. I suoi primi passi nella musica li ha compiuti in tenera età, quando è cresciuto nel sistema scolastico di Alexandria, la sua città natale.
Dopo un'infanzia travagliata, ha imparato a suonare il pianoforte e il sassofono alle scuole superiori; qui saltava spesso le lezioni per trascorrere del tempo nel laboratorio fotografico, realizzando cortometraggi sperimentali. Durante l'adolescenza è stata cacciata di casa dai suoi genitori, vivendo per un periodo in macchina e scrivendo canzoni che avrebbero poi costituito il primo mixtape Drunken Babble. Le è stato dato il nome artistico di Kali Uchis da suo padre.
Poco dopo essersi diplomata, ha pubblicato il suo mixtape di debutto, Drunken Babble, il 1 agosto 2012, che è stato notato per le sue influenze doo-wop, reggae e R&B dei primi anni 2000.
Nel febbraio 2015 ha pubblicato il suo primo EP Por Vida, dapprima per il download gratuito sul suo sito web ufficiale, e successivamente reso disponibile anche sulle piattaforme digitali. Il progetto ha visto la produzione di vari artisti, tra cui Diplo, Tyler, the Creator, Kaytranada e BadBadNotGood. Ha poi aperto i concerti statunitensi e canadesi del cantante Leon Bridges.

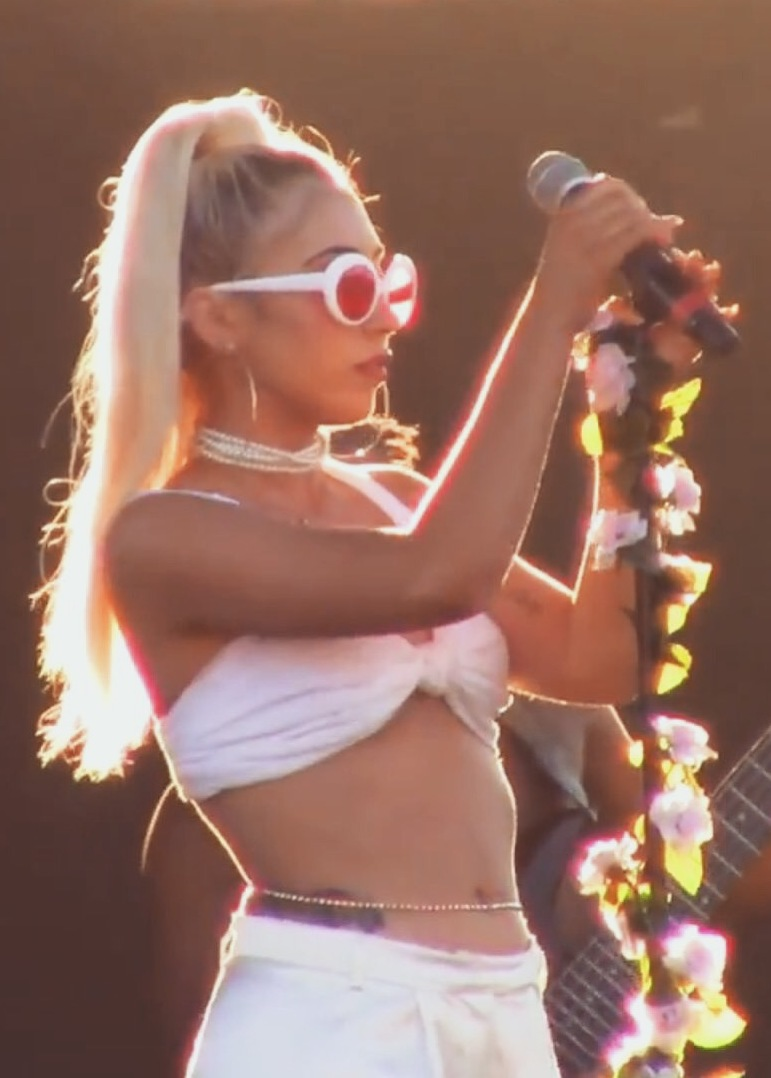
Kali Uchis nel 2017

Ad aprile 2017 è stato pubblicato il quinto album in studio dei Gorillaz, Humanz, nel quale Uchis ha collaborato nei brani She's My Collar e Ticker Tape. Il mese successivo è stato reso disponibile Tyrant, con la partecipazione vocale della cantante britannica Jorja Smith, come primo singolo estratto dal primo album in studio mentre a giugno ha annunciato il suo primo tour da artista principale, a supporto dell'album. Ad agosto è stato pubblicato Nuestro Planeta come secondo singolo estratto. El Ratico, una collaborazione con il musicista colombiano Juanes, è stata nominata per un Latin Grammy Award nel 2017 mentre Get You, con Daniel Caesar, è stata nominata nel medesimo anno per un Grammy Award per la migliore interpretazione R&B.
La cantante ha supportato Lana Del Rey in alcune date della tappa nordamericana del suo tour mondiale LA to the Moon Tour dal 15 gennaio al 16 febbraio 2018. After the Storm, con Tyler, the Creator e Bootsy Collins, è stato reso disponibile come terzo singolo dal progetto discografico a gennaio 2018, seguito dall'annuncio del titolo del disco Isolation, che ha avuto luogo durante un'apparizione pubblica al The Tonight Show. Isolation è stato pubblicato il 6 aprile 2018, ricevendo un grande consenso da parte della critica specializzata. È entrato in diverse classifiche internazionali, esordendo alla 32ª posizione della Billboard 200 e alla 62ª in quella britannica.
Nel giugno 2019 la cantante ha collaborato con la band americana R&B Free Nationals e il rapper americano Mac Miller nel singolo Time, prima uscita postuma ufficiale di Miller dopo la sua morte, avvenuta il 7 settembre 2018.  A dicembre 2019 viene pubblicato Solita cantato prevalentemente in spagnolo. Il 24 aprile 2020 è uscito l'EP To Feel Alive, registrato interamente a casa durante la pandemia di Covid-19. Il 18 novembre 2020, è stato pubblicato l'album Sin miedo (del amor y otros demonios), con brani interpretati esclusivamente in spagnolo. Nel marzo 2021 ha vinto il suo primo Grammy nella categoria miglior registrazione dance grazie al brano 10% in collaborazione con Kaytranada. Nello stesso periodo uno dei brani presenti in Sin miedo, Telepatía, ha iniziato a riscuotere successo in diversi mercati internazionali dopo essere divenuto popolare sul social TikTok, segnando il suo primo ingresso da solista nella Billboard Hot 100 alla 25ª posizione. La versione deluxe di Sin miedo include al suo interno il singolo Solita, già presente nell'edizione vinile del disco, e la reinterpretazione del brano Fue mejor in collaborazione di SZA.
Nel corso del 2022 apre tutti i concerti in Nord America e Oceania del Call Me If You Get Lost Tour di Tyler, the Creator. L'anno seguente viene pubblicato il terzo album di inediti Red Moon in Venus, promosso dai singoli I Wish You Roses e  Moonlight e dal Red Moon in Venus Tour in Nord America.

## Influenze musicali
Kali Uchis ha dichiarato di essere influenzata dalla musica degli anni Sessanta, con il suo mix di musica soul, R&B e doo-wop e da esponenti del jazz come Ella Fitzgerald e Billie Holiday. Altri artisti che ha citato tra le sue ispirazioni musicali sono Curtis Mayfield, Selena Quintanilla, Loose Ends, Ralfi Pagan e Irma Thomas.

## Discografia
- 2018 – Isolation
- 2020 – Sin miedo (del amor y otros demonios)
- 2023 – Red Moon in Venus
- 2024 – Orquídeas
- 2025 – Sincerely

## Tournée

### Artista principale
- 2017 – North American Tour
- 2018 – In Your Dreams Tour
- 2019 – The Kali & Jorja Tour (con Jorja Smith)
- 2023 – Red Moon in Venus Tour

### Artista d'apertura
- 2018 – LA to the Moon Tour di Lana Del Rey
- 2022 – Call Me If You Get Lost Tour di Tyler, the Creator